# Фотосинтеза
Фотосинтезата е анаболитен биохимичен процес, при който със слънчевата светлина въглеродният диоксид се фиксира и влиза в състава на органични съединения. В най-разпространения вариант на процеса участва вода, синтезират се въглехидрати и се отделя кислород като страничен продукт. Фотосинтезиращите организми се наричат фотоавтотрофи. Такива са висшите растения, водораслите и много бактерии. Фотосинтезата поддържа нивото на кислород в атмосферата и създава над 99% от първичната биомаса в световен мащаб.

## Характеристика
Въпреки междувидовите различия, фотосинтезата започва с поглъщането на фотони от белтъци, които насочват светлинните лъчи към други белтъци, изграждащи реакционен център и съдържащи хлорофили и спомагателни пигменти като каротиноиди и лутеин. В еволюционното си развитие листата са получили много приспособления за да поемат повече светлина. При растенията тези белтъци се намират в органели, наричани хлоропласти, а при бактериите те са вградени в клетъчната мембрана. Част от светлинната енергия, събрана от хлорофилите, се използва за синтеза на АТФ, а останалата се използва за отстраняване на електрони от електронен донор, най-често H2O, но това могат да бъдат и други молекули като H2S. Тези електрони преминават по електронтранспортни вериги през фотосистема 2; мембранни белъчни комплекси – пластохинон, цитохром-b6f и пластоцианин; фотосистема 1; феридоксин и НАДФ редуктаза за получаване на редуциран НАДФ. Тези реакции приключват светлинната фаза на фотосинтезата.
Впоследствие получените от светлинната фаза АТФ и НАДФ участват в поредица от реакции, превръщащи CO2 в органични съединения. При растенията и цианобактериите този метаболитен път е известен като цикъл на Калвин, но при някои бактерии процесът протича по различен начин, например чрез обратен цикъл на Кребс при Chlorobium. Цикълът на Калвин фиксира 3 молекули CO2 чрез ензима рубиско. Полученият в светлинната фаза АТФ се използва за субстратно фосфолириране, а НАДФ – за редукция. От получените 6 молекули ГАФ, една се използва за синтеза на въглехидрати, а останалите 5 се преобразуват в риблозо-1,5-дифосфат, който се фиксира с рубиско и затваря метаболитния цикъл. Тези реакции приключват тъмнинната фаза на фотосинтезата, а получените АДФ и НАДФ могат да се използват отново в
светлинната фаза.
Много фотосинтезиращи организми са развили адаптации, които им помагат да концентрират или съхраняват въглероден диоксид, намалявайки загубите на CO2 в резултат на фотодишането. Освен морфологични промени, висшите растения са развили C3-, C4- и CAM-фиксация на въглерод.
Общото уравнение на кислородната фотосинтеза е:
{\displaystyle {\ce {6CO2 + 6H2O ->[h\nu] C6H12O6 + 6O2}}}
При други фотосинтетични процеси за източник на електрони служи не вода, а друго съединение. Така някои анаеробни микроорганизми използват слънчевата светлина, за да се окислят арсенит до арсенат:
{\displaystyle {\ce {CO2 + AsO3^3- ->[h\nu] AsO4^3- + CO}}}

## Светлинна фаза
Светлинната фаза на фотосинтезата е процес на поглъщане на светлинна енергия и складирането ѝ под формата на макроергични съединения – АТФ и редуциран НАДФ, използвани за нуждите на клетъчния метаболизъм. Страничен процес е фотолиза на най-често водни молекули, при което се отделя кислород.
Поглъщането на светлина се случва в специализирани белтъчни единици, наречени фотосистеми (I и II). Фотосистемата съдържа множество пигментни молекули, групирани в светлосъбиращ комплекс, които насочват фотоните към реакционен център, представляващ белтъчен комплекс с пигментна молекула.
Светлинната фаза започва след избиването на електрон от реакционния център на фотосистема II след абсорбцията на фотон. Избитият електрон се предава по електрон-транспортна верига с крайна цел редуцирането на молекула НАДФ+ до НАДФ.H+H+, а преносът на електрона по електрон-транспортната верига служи за създаването на електрохимичен протонен градиент между двете страни на тилакоидната мембрана. Протонният градиент се използва за получаването на енергия под формата на АТФ в АТФ синтаза. Електронът преминава чрез мембранните белтъчни преносители пластохинон, цитохром-b6f и пластоцианин до фотосистема I. Електронът от фотосистема I е отделен от реакционния център след поглъщане на фотон. Недостигът на електрони във фотосистема I се компенсира чрез фотолизата на вода:
{\displaystyle {\ce {2H2O ->[h\nu] O2 + 4H^{+}+ 4 e^{-}}}}
Така електроните от водата преминават през фотосистема I, електрон-транспортните вериги и фотосистема II до крайния акцептор, НАДФ редуктазният комплекс. При този пренос на електрони се поглъщат фотони от двете фотосистеми, което създава електрохимичен градиент, който позволява производството на енергия от клетката.
Общото уравнение на химичните реакции в хода на светлинната фаза на фотосинтезата за организмите, при които няма цикличен пренос на електрони, може да се запише във вида:
{\displaystyle {\ce {2 H2O + 2 NADP^+ + 3 ADP + 3 P_{I}->[h\nu] 2 NADP.H + H^+ + 3 ATP + O2}}}
Не всяка светлина поддържат фотосинтезата. Спектърът на светлината, който растението може да използва за анаболитни нужди, зависи от спомагателните пигменти в листата или другите фотосинтезиращи части. За зелените растения този спектър наподобява абсорбционния спектър на хлорофила и каротеноидите, с пикове на абсорбция в синьо-виолетовата и червената светлина. При червените водорасли се използват фикобилини, които имат максимуми в синьо-зелената област. Тази адаптация им позволява да обитават по-дълбоки слоеве на водата.

## Тъмнинна фаза
В тъмнинната фаза енергията, съхранена в светлинна фаза, се използва за биосинтеза на въглехидрати. Необходима е предварителна фиксация на въглероден диоксид, който се използва като източник на въглеродни атоми. Чрез поредица от химични реакции с помощта на редукционните еквиваленти от НАДФ.H+H+ и енергията от АТФ, въглеродният диоксид се превръща във въглехидрати.

### Въглеродна фиксация
Чрез фиксация, въглеродния диоксид се свързва с петвъглеродния монозахарид рибулозо-1,5-бисфосфат, до получаването на нестабилно шествъглеродно междинно съединение. Това междинно съединение бързо се разпада до две молекули 3-фосфоглицерат. Химичната реакция на фиксация на въглероден диоксид се катализира от ензима рибулозо-1,5-бисфосфат карбоксилаза оксигеназа (РуБисКО). Това се нарича C3-фиксация, тъй като продуктът на реакцията, катализирана от РуБисКО, е съединението 3-фосфо-глицерат, което притежава три въглеродни атома. Около 90% от растенията се характеризират с C3-фиксация на въглероден диоксид.
При друга група растения е известна C4-фиксация, а съответните растения се означават като C4-растения. Реакцията на фиксация протича в клетките на мезофила, където въглеродният диоксид се свързва с молекула фосфоенолпируват с помощта на ензима фосфоенолпируваткарбоксилаза. Продуктът на биохимичната реакция е оксалоцетна киселина, притежаваща четири въглеродни атома и даваща името на този тип фиксация. В класическия си вид C4-фиксацията продължава с редуциране на оксалоцетната киселина до ябълчена киселина. Ябълчената киселина се транспортира до клетките на дихателните снопчета, където се локализират ензимите от цикъла на Калвин и РуБисКО. Тя се декарбоксилира до пируват, а отделеният въглероден диоксид се поема от ензима РуБисКО и аналогично на C3-фиксация навлиза в цикъла на Калвин. Растенията с C4-фиксация произвеждат повече въглехидрати в сравнение с растенията, притежаващи C3-фиксация, при висока температура и висока интензивност на слънчевата светлина. Растенията с C4-фиксация са едва около 3% от всички растителни видове. Такива са някои растения от промишлено значение като царевица, сорго, захарна тръстика, просо и други.
Ксерофитните растения, като кактусите и повечето сукулентни растения, притежават различен механизъм за фиксация на въглероден диоксид, означаван като CAM-фиксация. Процесът е подобен на C4-фиксацията, но няма физическо отделяне на фосфоенолпиреваткарбоксилазата и ензимите от цикъла на Калвин. CAM-растенията фиксират въглерод нощем, когато техните устица са отворени. Тогава този тип растения фиксират въглероден диоксид до ябълчена киселина, която денем декарбоксилират до пируват и въглероден диоксид, коът се фиксира от РуБисКО. При CAM-растенията няма физическо, а времево отделяне на фиксацията от цикъла на Калвин. Счита се, че съществуват около 16 000 вида растения с CAM-фиксация.

#### Цикъл на Калвин
Фиксацията на въглероден диоксид е първият етап от цикличен процес, свързан с биосинтезата на въглехидрати, наричан цикъл на Калвин. В хода на първите етапи от метаболитния път, 3-фосфоглицерата се редуцира до глицералдехид-3-фосфат в присъствието на необходимите кофактори АТФ и НАДФ.H+, получени по време на светлинната фаза на фотосинтезата. След наличието на достатъчно молекули ГАФ се осъществява регенерация на първоначалната молекула рибулозо-1,5-бифосфат, а новофиксираният въглероден диоксид излиза от цикъла под формата на въглехидрати, които могат да се използват за синтез на аминокиселини и липиди.

## Еволюция
Фотосинтезата възниква в началото на еволюционната история, когато всички форми на живот на Земята са микроорганизми, а атмосферата е редукционна и съдържа много повече CO2, отколкото в настоящата геологична епоха. Първите фотосинтезиращи организми вероятно се появяват преди около 3500 милиона години и използват като източник на електрони не вода, а водород или сероводород. Цианобактериите се появяват по-късно, преди около 3000 милиона години, и драстично променят Земята, предизвиквайки преди около 2400 милиона години т.нар. кислородна катастрофа. Увеличаването на концентрацията на кислород в атмосферата дава възможност за появата на по-сложни форми на живот, като протистите. Преди около 1000 милиона години някои протисти образуват симбионтна връзка с цианобактерии, от която произлиза предшественикът на съвременните растения. Хлоропластите в съвременните растения водят началото си от тези древни симбионтни цианобактерии.

## Ефективност
Растенията обикновено преобразуват енергията на светлината в химична енергия с ефективност около 3 – 6%. Светлината, която е погълната, но не е преобразувана, се разсейва главно като топлина с малък дял (1 – 2%), който се преизлъчва като флуоресценция на хлорофила с по-голяма дължина на вълната. Това явление позволява измерване на фотосинтезата чрез флуорометри.
Действителната ефективност на фотосинтезата варира между 0,1% и 8% в зависимост от честотата и интензитета на преобразуваната светлина, температурата и концентрацията на въглероден диоксид във въздуха. За сравнение фотоволтаичните панели преобразуват светлината в електрическа енергия с ефективност около 6 – 20% за серийно произвежданите панели и над 40% при лабораторни устройства.
Ефективността на реакциите от светлинната и тъмнинната фаза могат да бъдат измерени, но връзката между тях може да бъде много сложна. Например, енергийните молекули на АТФ и НАДФ, създавани при светлинната реакция, могат да се използват за въглеродна фиксация или за фотореспирация приз C3 растенията. Електроните също може да се насочват към различни поглъщащи атоми. По тази причина не е рядкост изследователите да разграничават работата, извършвана при нефотореспираторни условия и тази при фотореспираторни условия.
Чрез флуоресценцията на хлорофила при фотосистема II може да се измери светлинната реакция, а чрез инфрачервени газови анализатори – тъмнинната реакция. Двете могат да се изследват едновременно чрез едновременното използване на двете системи или чрез интерирани системи, включващи флуорометър и газообменна система. Инфрачервените газови анализатори и някои сензори за влажност са достатъчно чувствителни, за да измерят надеждно фотосинтетичната асимилация на CO2 и ΔH2O. Чрез измерването на асимилацията на CO2, ΔH2O, температурата на листата, атмосферното налягане, площта на листата и фотосинтетично активното излъчване става възможно да се изчислят въглеродната асимилация, транспирацията, устичната проводимост и междуклетъчния CO2.

## Исторически изследвания
Сред първите изследвания на фотосинтезата са експериментите на Ян ван Хелмонт от средата на 17 век, който измерва на разликите в теглата на почвата и на растението в началото и в края на растежа му. Той забелязва, че масата на почвата се променя незначително, което води до заключението, че основната растителна маса идва не от веществата от почвата. Ян ван Хелмонт прави извода, че растежът и натрупването на маса в растението идва от водата, което е само отчасти правилно, тъй като не се отчита фиксирането на въглероден диоксид. Въпреки това експериментите на Ван Хелмонт са първото доказателство, че растенията нарастват благодарение на процеса на фотосинтеза, а не само от хранителните вещества от почвата.
В средата на 18 век Джоузеф Пристли открива кислорода и полага основите на физиологията на растенията и животните. През 1778 г Ян Ингенхауз повтаря експериментите на Пристли. Той открива, че растенията възстановяват кислорода, единствено ако са изложени на слънчева светлина. През 1796 г Жан Сенебие със свои опити демонстрира, че зелените растения поглъщат въглероден диоксид и отделят кислород под действие на слънчева светлина. Малко по-късно Никола де Сосюр показва, че натрупването на растителната биомаса не е единствено в резултат на фиксацията на въглероден диоксид, но и в резултат на поемането на вода. Това води до окончателното определяне на началните вещества и продуктите на общата реакция на фотосинтеза. Счита се, че през началото на 19 век общото уравнение е било известно, въпреки че редица детайли в механизма на процеса са били слабо проучени.
През 20 век Корнелис ван Нил, в опити с пурпурни сулфобактерии той за първи път демонстрира, че фотосинтезата е всъщност светлинно зависима окислително-редукционна реакция, при която водородът редуцира въглероден диоксид. Роберт Емерсън открива наличието на две реакции, които са светлинно зависими, но изискват различни дължини на вълната. С червена светлина реакциите от светлинната фаза на фотосинтезата е потисната, но когато синя и червена светлина се комбинират, скоростта на процеса значително нараства. Обяснението е в наличието на различни абсорбционни максимуми, характерни за съответните реакционни центрове на двете фотосистеми. Фотосистема II има абсорбционен максимум около 600 nm, докато фотосистема I притежава максимум на абсорбция около 700 nm. Заключенията от подобни експерименти показват, че ефективността на процеса е максимална, когато двете фотосистеми получават еднакво количество енергия от двете дължини на вълната.
Британският биохимик Робърт Хил също допринася за развитието на познанието на фотосинтезата. Хил изказва хипотезата, че фотосинтетичните реакции включват производни на цитохромите. В свои експерименти, направени между 1937 и 1939 г, той доказва, че кислородът, отделен в резултат на фотосинтеза, произлиза от водата. В експерименти с радиоактивно белязане Сам Рубен и Мартин Кемън окончателно доказват, че кислородът, отделен в течение на фотосинтезата, произлиза от молекулите на водата.
Мелвин Калвин и Адрю Бенсон, заедно с Джеймс Бесшам проучват детайлно механизма на фиксация на въглероден диоксид. Те показват, че въглеродният диоксид навлиза в цикличен биохимичен процес, произвеждащ въглехидрати. Този процес е известен с името цикъл на Калвин, но се среща и като цикъл на Калвин-Бенсон и по-рядко като цикъл на Калвин-Бенсон-Басшам.
Нобеловият лауреат за химия от 1992 г, Рудолф Маркус, открива механизмите и значението на електрон-транспортните вериги, които играят ключова роля в процесите на клетъчно дишане и фотосинтеза.
Други учени с важни открития в областта на фотосинтезата са Ото Варбург и Диан Бърк, които показват, че биохимичната реакция, която всъщност е отговорна за разделянето на молекулата на въглеродния диоксид, е зависима и активирана от процеса на дишане.